# Саламанка (Чиле)
Саламанка (шп. Salamanca) је општина у Чилеу. По подацима са пописа из 2012. године број становника у месту је био 25,326.